# Războiul Ruso-Turc (1568–1570)
Războiul Ruso-Turc din 1568–1570 (denumit în sursele otomane Expediția din Astrahan) a fost prima ciocnire importantă între Țaratul Rusiei și Imperiul Otoman, ciocniri ce aveau să apară sporadic în următorii 350 de ani. Casus belli a fost Hanatul Astrahanului.
În 1556, Hanatul Astrahanului a fost cucerit de Ivan cel Groaznic, care a construit o nouă cetate pe un deal abrupt de pe malul Volgăi. În 1568, marele vizir Sokollu Mehmet Paşa, care deținea puterea reală în cadrul administrației Imperiului Otoman în timpul sultanului Selim al II-lea, a inițiat prima întâlnire între Imperiul Otoman și viitorul rival din nord.  Rezultatul a fost o prefigurare a numeroaselor dezastre ce aveau să vină. La Constantinopol se elaborase un plan de a lega Volga de Don printr-un canal și în vara lui 1569 o armată mare, de 20.000 de turci și 50.000 de tătari sub comanda lui Kasim Paşa a fost trimisă să asedieze Astrahanul și să înceapă lucrările de construcție a canalului, în timp ce o flotă otomană asedia Azovul.
Asediatorii au fost respinși printr-o ieșire a garnizoanei condusă de cneazul Serebianov, guvernatorul militar al Astrahanului; o armată rusească de 30.000 de oameni venită ca întărire a atacat și i-a împrăștiat pe muncitori și pe forța tătărească care îi proteja. Pe drumul de întoarcere până la 70% din restul soldaților au murit de frig în stepe sau în urma atacurilor cerchezilor. Flota otomană a fost distrusă de o furtună.
Imperiul Otoman, deși învins militar, a insistat să obțină liberă trecere pentru pelerinii musulmani și pentru negustorii din Asia Centrală, precum și distrugerea cetății rusești de pe râul Terek.

## Vezi și
- Relațiile ruso-turce